# Ghoraghat
Ghoraghat è un sottodistretto (upazila) del Bangladesh situato nel distretto di Dinajpur, divisione di Rangpur. Si estende su una superficie di 148,67 km² e conta una popolazione di 117.740  abitanti (censimento 2011).